# Deadly Lessons
Pour plus de détails, voir Fiche technique et Distribution.
Deadly Lessons est un téléfilm d'horreur américain réalisé par William Wiard et sorti en 1983.

## Synopsis
un fou dangereux attaque les pensionnaires.

## Fiche technique
- Titre original : Deadly Lessons
- Réalisation : William Wiard
- Scénario : Jennifer A. Miller
- Photographie : Andrew Jackson et Ronald Víctor García
- Montage : Jack Harnish
- Musique : Ian Freebairn-Smith
- Costumes : Marion Kirk, Jules Melillo et Sue Moore
- Décors : Dennis W. Peeples
- Casting : Lisa Freiberg
- Producteur : Ervin Zavada
  - Producteur délégué : Leonard Goldberg
  - Producteur superviseur : Deborah Stoff
- Sociétés de production : Leonard Goldberg Productions
- Sociétés de distribution : ABC
- Pays d'origine :  États-Unis
- Langue originale : anglais
- Format : couleur
- Genre : Horreur
- Durée : 100 minutes
- Dates de sortie : 
  - États-Unis : 7 mars 1983

## Distribution
- Donna Reed : Miss Wade
- Larry Wilcox : Détective Russ Kemper
- David Ackroyd : John Ferrar
- Diane Franklin : Stefanie Aggiston
- Ally Sheedy : Marita Armstrong
- Donald Hotton : Robert Hartigan
- Deena Freeman : Lauren Peele
- Nancy Cartwright : Libby Dean
- Renée Jones : Cally
- Bill Paxton : Eddie Fox
- Rick Rossovich : Craig
- Ellen Geer : Mme Grant